# Sofie Jo Kaufmanas
Sofie Jo Kaufmanas (født 8. november 1990) er en dansk skuespillerinde. 
Hun har medvirket i Den Lalleglade Brigade, Sjit Happens, Klassen, Fuhlendorff og de skøre riddere og Zulus Comedy Fight Club.
I 2021 var Sofie deltager i den danske version af Taskmaster, Stormester, i sæson 5 på TV2. 
Hun er desuden en af de fire detektiver i tv-konkurrencen Hvem holder masken?.

## Filmografi
- Klassen
- Comedy Fight Club
- SJIT Happens
- Stormester (2021, sæson 5)
- Hvem holder masken? (2022, sæson 2)
- Fuhlendorff og de skøre riddere (2022)
- LOL: Den der ler sidst (2023, sæson 1)